# Jean Colin-Maillard
Pour les articles homonymes, voir Colin-maillard (homonymie), Jean Colin, Jean Maillard, Colin et Maillard.
Jean Colin-Maillard est un guerrier du pays de Liège au Xe siècle, anobli par le roi Robert  en 999. Il aurait accolé à son nom celui de Maillard à cause du maillet redoutable dont il était armé. 
On raconte que dans une bataille qu'il livrait au comte de Louvain, il eut les yeux crevés et n'en continua pas moins de se battre, frappant au hasard tout autour de lui. Le jeu de Colin-maillard ne serait qu'un souvenir et une imitation de ce fait[source insuffisante].
Le visage aux yeux crevés est représenté sur une sculpture en pierre du portrait de Johan Coley Maillard dit « Le Grand Maillard » et de sa femme Jeanne de Seille réalisée sur une des cheminées monumentales de l'ancien Château de Landreville (Ardennes), demeure française de sa famille après avoir quitté la Belgique dans la moitié du XIVe siècle.

## Citation
« Ce guerrier gigantesque des Flandres qui se battait avec un maillet ; privé de la vue par une blessure, il fallut qu’un valet d’armes guidât désormais ses coups (d’où le jeu de Colin Maillard) », Le Vent Paraclet, Michel Tournier, 1978, éditions Folio Gallimard.